# Tobias Esch
Tobias Esch (* 20. Juli 1970 in Bremen) ist ein deutscher Arzt, Neurowissenschaftler und Gesundheitswissenschaftler. Er ist seit Februar 2016 Institutsleiter und Professor für Integrative Gesundheitsversorgung und Gesundheitsförderung an der privaten Universität Witten/Herdecke. Hier hat er unter anderem auch die Universitätsambulanz für Integrative Gesundheitsversorgung und Naturheilkunde gegründet, die ein neues Modell für die allgemeinmedizinische Versorgung erprobt.

## Leben
Esch studierte Humanmedizin in Göttingen, Penang (Malaysia) und Aarau (Schweiz), dazu Studium Generale an der Universität Göttingen, wo er auch über ein zelluläres Stressmodell in der experimentellen Gesundheitsforschung promovierte. Danach arbeitete er als Arzt, Facharzt für Allgemeinmedizin, Post-Doktorand und Wissenschaftler an den Universitäten Witten/Herdecke, Duisburg-Essen, Harvard University/Harvard Medical School, an der Charité Berlin und an der Hochschule Coburg. Esch praktiziert im Bereich der allgemeinen und Integrativen Medizin. 2013/2014 forschte er als Harkness Fellow an der Harvard Medical School. Von 2001 bis 2015 war er zusätzlich assoziierter Wissenschaftler im Bereich Neurowissenschaften der State University of New York, von 2013 bis 2015 Gastprofessor an der Harvard Medical School.
Esch ist Lebenszeitmitglied in der Harvard Postgraduate Association, Mitglied u. a. der Deutschen Gesellschaft für Musikphysiologie und Musikermedizin, er ist Vorsitzender des Wissenschaftsbeirats (Scientific Advisory Board) des Instituts für Mind-Body-Medizin in Potsdam sowie im Vorstand (Board of Directors) des Long Island Conservatory, des New Yorker Omega-Instituts, Vice Chair und Board of Directors International Young Scientist Competition (New York) sowie in diversen weiteren Fach- und Stiftungsbeiräten. Außerdem ist er Mitherausgeber mehrerer internationaler Fachzeitschriften.

## Werk
Tobias Esch ist insbesondere in den Bereichen Gesundheitsförderung und Prävention tätig. Er hat über Selbstregulation in der Medizin habilitiert. Seine Forschungsfelder schließen dabei neurobiologische Belohnungsprozesse im Kontext von Stress, Krankheit und Gesundheit ein, wozu auch die Physiologie der Entspannungsreaktion und Teile der sogenannten „Glücksforschung“ (Forschungen zur Autoregulation im Kontext von Glückserleben und Lebenszufriedenheit) gehören. Aus seiner Arbeit entwickelten sich u. a. das „ABC-Modell des Glücks“, das „BERN-Modell“ der Gesundheitsförderung sowie ein dynamisches „BCRM-Modell“ der Verhaltensänderung. Zusätzlich entwickelt er Präventions- und Stressmanagement-Konzepte und berät Personen und Institutionen im Gesundheitsmanagement. Seinen verschiedenen Ansätzen liegt u. a. die Idee der Selbstregulation bzw. des „inneren Arztes“ zugrunde. An der Harvard Medical School arbeitete Esch an Konzepten zur Einbindung und Aktivierung von Patienten in den Behandlungsverlauf (Primärversorgung), beispielsweise über transparente Arzt-Patienten-Beziehungen und die Nutzung von Online-Patientenportalen (Projekt OpenNotes). Esch entwickelte zusammen mit Paul J. Kohtes, Jonas Leve und Manuel Ronnefeldt die deutsche Meditations-App 7Mind.

## Schriften (Auswahl)
- Wofür stehen Sie morgens auf? Das Praxisbuch. Gräfe und Unzer Verlag, München 2025. ISBN 978-3-8338-9784-9
- Wofür stehen Sie morgens auf? Warum Sinn und Bedeutung entscheidend für unsere Gesundheit sind. Gräfe und Unzer Verlag, München 2023. ISBN 978-3-8338-8761-1
- Von der Kunst des Weglassens. Goldmann Verlag, München 2023. ISBN 978-3-442-17980-0
- Mehr Nichts! Warum wir weniger vom Mehr brauchen. Goldmann Verlag, 2021. ISBN 978-3-442-31610-6
- Stressbewältigung. Mind-Body-Medizin, Achtsamkeit, Resilienz. (Tobias Esch und Sonja Maren Esch) Medizinisch Wissenschaftliche Verlagsgesellschaft, 3. Auflage, Berlin 2020. ISBN 978-3-95466-575-4 / 4. Auflage, Berlin 2024. ISBN 978-3-95466-832-8
- Die bessere Hälfte. Worauf wir uns mitten im Leben freuen können. (Tobias Esch und Eckart von Hirschhausen) Rowohlt Verlag, 2018. ISBN 978-3-499-63433-8
- Die Neurobiologie des Glücks. Wie die Positive Psychologie die Medizin verändert. 3. Auflage. Georg Thieme Verlag, Stuttgart 2017. ISBN 978-3-13-241391-7.[13]
- Der Selbstheilungscode. Die Neurobiologie von Gesundheit und Zufriedenheit. Beltz Verlag, Weinheim 2017. ISBN 978-3-407-86443-7.[14]
- Stressbewältigung. Mind-Body-Medizin, Achtsamkeit, Selbstfürsorge. (Tobias Esch und Sonja Maren Esch) Medizinisch Wissenschaftliche Verlagsgesellschaft, 2. Auflage, Berlin 2016. ISBN 978-3-95466-230-2.
- Tobias Esch, Roanne Mejilla, Melissa Anselmo, Beatrice Podtschaske, Tom Delbanco: Engaging patients through open notes: an evaluation using mixed methods. In: BMJ Open. Band 6, Nr. 1, 1. Januar 2016, ISSN 2044-6055, S. e010034, doi:10.1136/bmjopen-2015-010034, PMID 26826154 (bmj.com [abgerufen am 28. November 2017]).
- Stressbewältigung mithilfe der Mind-Body-Medizin. Trainingsmanual zur Integrativen Gesundheitsförderung. Medizinisch Wissenschaftliche Verlagsgesellschaft, Berlin 2013, ISBN 978-3-941468-94-8.